# 昊華鴻鶴
昊華鴻鶴化工有限責任公司，簡稱昊華鴻鶴化工、昊華鴻鶴，以及鴻化公司（英語：Haohua Honghe Chemical Company Limited），在1958年，當時由自贡市化学工业局批准當時名為「鴻鶴化工總廠」。現時由中國昊華化工集團（中國化工集團公司旗下）全資擁有。
現時在中國內地經營生產及銷售纯碱、烧碱、氯化铵和甲烷氯化物等產品。現時董事長及總經理為謝學端。
現時總部位於四川省自贡市鸿鹤路43号。

## 連結
- hhhh.chemchina.com （页面存档备份，存于）